# Vattenmotorsport vid olympiska sommarspelen 1908
Vid olympiska sommarspelen 1908 avgjordes tre grenar i motorbåtsport, vid spelen kallade vattenmotorsport, som hölls mellan 28 och 29 augusti 1908 i Southampton. Antalet deltagare var sjutton tävlande från två länder.

## Medaljfördelning
| Medaljfördelning |                |      |        |       |        |
| Placering        | Nation         | Guld | Silver | Brons | Totalt |
| 1                | Storbritannien | 2    | 0      | 0     | 2      |
| 2                | Frankrike      | 1    | 0      | 0     | 1      |

## Medaljörer
| Gren                               | Guld                                                                                                 | Silver | Brons |
| Klass A - Öppen Detaljer...        | Frankrike · Camille · Emile Thubron                                                                  | Ingen  | Ingen |
| Klass B - Under 60 fot Detaljer... | Storbritannien · Gyrinus · John Field-Richards · Bernard Boverton Redwood · Isaac Thomas Thornycroft | Ingen  | Ingen |
| Klass C - 6,5-8 meter Detaljer...  | Storbritannien · Gyrinus · John Field-Richards · Bernard Boverton Redwood · Isaac Thomas Thornycroft | Ingen  | Ingen |

## Deltagande nationer
Totalt deltog sjutton motorbåtsförare i fem båtar från två länder.
|                                       |  |  |
| - Frankrike (4) - Storbritannien (13) |  |  |